# Styrka 10 från Navarone
Styrka 10 från Navarone (originaltitel: Force 10 from Navarone) är en brittisk film från 1978 med Robert Shaw, Harrison Ford och Edward Fox. 
Filmen är löst baserad på boken med samma namn av författaren Alistair MacLean och är en uppföljare till filmen Kanonerna på Navarone.

## Rollista
| Robert Shaw    | – Maj. Keith Mallory              |
| Harrison Ford  | – Lieutenant Colonel Mike Barnsby |
| Barbara Bach   | – Maritza Petrovich               |
| Edward Fox     | – SSgt. Dusty Miller              |
| Franco Nero    | – Capt. Nikolai Lescovar          |
| Carl Weathers  | – Sgt. Weaver                     |
| Richard Kiel   | – Capt. Drazak                    |
| Alan Badel     | – Maj. Petrovich                  |
| Michael Byrne  | – Maj. Schroeder                  |
| Philip Latham  | – Cmdr. Jensen                    |
| Angus MacInnes | – 1st Lt. Doug Reynolds           |
| Michael Sheard | – Sgt. Bauer                      |
| Petar Buntic   | – Marko                           |